# Ruth Ayodele
Ruth Imoleayo Ayodele, née le 17 juillet 2000, est une haltérophile nigériane.

## Carrière
Lors des championnats du monde d'haltérophilie 2023 à Riyad, Ruth Ayodele remporte deux médailles d'argent, à l'épaulé-jeté ainsi qu'au total, ainsi qu'une médaille de bronze à l'arraché dans la catégorie des moins de 64 kg,,.
Aux Jeux africains de 2023 à Accra, elle est triple médaillée d'or dans la catégorie des moins de 64 kg.
Elle est triple médaillée d'or dans la catégorie des moins de 64 kg aux Championnats d'Afrique d'haltérophilie 2025 à Moka.